# The New Girl in Town
The New Girl in Town es el primer álbum publicado por Selena y los Dinos. Fue lanzado en 1985 e incluyó diez temas, algunos de los cuales fueron escritos por el padre de Selena, Abraham Quintanilla Jr. El álbum fue publicado únicamente en formato casete, y en muy limitadas cantidades antes de ser retirado por conflictos legales.

## Antecedentes
Cuando la banda no tuvo mucha ayuda de la disquera "Freddie Récords", Quintanilla decidió buscar otra disquera. En el verano de 1984 Quintanilla tiene una llamada de teléfono de "Cara Récords", quienes habían escuchado a Selena durante un concierto. Selena firmó un contrato y empezó a grabar las canciones de su nuevo álbum The New Girl in Town a finales de 1984. "Cara Récords" publicó el álbum en 1985.

## Pistas
1. Encontré el amor (Carlos Vargas) 3:10
2. Soy feliz (Abraham Quintanilla, Jr.) 3:04
3. Se me hace (Gerardo Olvera) 2:12
4. Estoy contigo (A.B. Quintanilla III) 3:21
5. Déjame volar (Abraham Quintanilla, Jr.) 3:17
6. La Tracalera (Johnny Herrera) 3:06
7. Escríbeme (Abraham Quintanilla, Jr.) 3:09
8. Aunque no salga el sol (Johnny Herrera) 3:04
9. Oh mamá (Rubén Armando) 2:59
10. Un primer amor (Pending) 3:21